# Anime năm 2018
| Anime theo năm |      |      |      |      |      |         |
| ...2015        | 2016 | 2017 | 2018 | 2019 | 2020 | 2021... |

Dưới đây là danh sách anime (gồm anime truyền hình, phim anime chiếu rạp, ONA, OVA) được phát hành trong năm 2018.

## Phim chiếu rạp
| Ngày công chiếu | Tựa đề                                                  | Hãng sản xuất                                | Đạo diễn                                                  | Thời lượng | Ng     |
| --------------- | ------------------------------------------------------- | -------------------------------------------- | --------------------------------------------------------- | ---------- | ------ |
| 6 tháng 1       | Tuổi mới lớn mộng mơ                                    | Kyōto Animation                              | Ishihara Tatsuya                                          | 90 phút    | [ 1 ]  |
| 9 tháng 2       | Macross Δ: Gekijou no Walküre                           | Satelight                                    | Kawamori Shōji                                            | 119 phút   | [ 2 ]  |
| 10 tháng 2      | Code Geass: Hangyaku no Lelouch II - Handou             | Sunrise                                      | Taniguchi Gorō                                            | 132 phút   | [ 3 ]  |
| 24 tháng 2      | Maquia: Chờ ngày lời hứa nở hoa                         | P.A.Works                                    | Okada Mari                                                | 115 phút   | [ 4 ]  |
| 3 tháng 3       | Bungo Stray Dogs: Dead Apple                            | Bones                                        | Igarashi Takuya                                           | 120 phút   | [ 5 ]  |
| 3 tháng 3       | Doraemon: Nobita và đảo giấu vàng                       | Shin-Ei Animation                            | Imai Kazuaki                                              | 108 phút   | [ 6 ]  |
| 7 tháng 4       | Servamp: Alice in the Garden                            | Platinum Vision                              | Nakano Hideaki                                            | 58 phút    | [ 7 ]  |
| 13 tháng 4      | Shin – Cậu bé bút chì: Kungfu Boys – Mì Ramen đại chiến | Shin-Ei Animation                            | Takahashi Wataru                                          | 105 phút   | [ 8 ]  |
| 13 tháng 4      | Thám tử lừng danh Conan: Kẻ hành pháp Zero              | Tachikawa Yuzuru                             | TMS Entertainment                                         | 110 phút   | [ 9 ]  |
| 21 tháng 4      | Liz to aoi tori                                         | Kyōto Animation                              | Yamada Naoko                                              | 90 phút    | [ 10 ] |
| 5 tháng 5       | Digimon Adventure tri. Bokura no Mirai                  | Toei Animation                               | Motonaga Keitaro                                          | 98 phút    | [ 11 ] |
| 18 tháng 5      | Godzilla: Kessen kidō zōshoku toshi                     | Polygon Pictures                             | Shizuno Kōbun, Seshita Hiroyuki                           | 100 phút   | [ 12 ] |
| 26 tháng 5      | Code Geass: Hangyaku no Lelouch III - Oudou             | Sunrise                                      | Taniguchi Gorō                                            | 120 phút   | [ 13 ] |
| 2 tháng 6       | PEACE MAKER Kurogane 1: Omou Michi                      | White Fox                                    | Kimiya Shigeru                                            | 56 phút    | [ 14 ] |
| 7 tháng 7       | K: Seven Stories - R:B Blaze                            | GoHands                                      | Suzuki Shingo                                             | 55 phút    | [ 15 ] |
| 13 tháng 7      | Pokémon the Movie: Sức mạnh của chúng ta                | OLM, Wit Studio                              | Yajima Tetsuo                                             | 105 phút   | [ 16 ] |
| 20 tháng 7      | Mirai: Em gái đến từ tương lai                          | Studio Chizu                                 | Hosoda Mamoru                                             | 98 phút    | [ 17 ] |
| 3 tháng 8       | Học viện siêu anh hùng: 2 người hùng                    | Bones                                        | Nagasaki Kenji                                            | 97 phút    | [ 18 ] |
| 4 tháng 8       | Shikioriori                                             | CoMix Wave Films, Haoliners Animation League | Lý Hào Lăng, Takeuchi Yoshitaka, Khiếu Thú Dị Tiểu Tinh   | 74 phút    | [ 19 ] |
| 4 tháng 8       | K: Seven Stories - Side: Blue                           | GoHands                                      | Suzuki Shingo                                             | 54 phút    | [ 15 ] |
| 17 tháng 8      | Penguin Highway                                         | Studio Colorido                              | Ishida Hiroyasu                                           | 119 phút   | [ 20 ] |
| 18 tháng 7      | Nanatsu no Taizai: Tenkuu no Torawarebito               | A-1 Pictures                                 | Abe Noriyuki, Nishikata Yasuto                            | 99 phút    | [ 21 ] |
| 24 tháng 8      | Chīsana Eiyū                                            | Studio Ponoc                                 | Yonebayashi Hiromasa, Momose Yoshiyuki. Yamashita Akihiko | 44 phút    | [ 22 ] |
| 24 tháng 8      | Drive Head: Tomica Hyper Rescue Kidō Kyūkyū Keisatsu    | OLM, Xebec                                   | Kato Takao                                                | 57 phút    | [ 23 ] |
| 25 tháng 8      | Non Non Biyori Vacation                                 | Silver Link                                  | Kawatsura Shinya                                          | 71 phút    | [ 24 ] |
| 1 tháng 9       | Tớ muốn ăn tụy của cậu                                  | Studio VOLN                                  | Ushijima Shinichiro                                       | 108 phút   | [ 25 ] |
| 1 tháng 9       | K: Seven Stories - Side: Green                          | GoHands                                      | Suzuki Shingo                                             | 52 phút    | [ 15 ] |
| 29 tháng 9      | Natsume Yūjin-chō: Utsusemi ni Musubu                   | Shuka                                        | Omori Takahiro, Itō Hideaki                               | 104 phút   | [ 26 ] |
| 5 tháng 10      | Monster Strike: Sora no Kanata                          | Orange                                       | Nishikiori Hiroshi                                        | 97 phút    | [ 27 ] |
| 6 tháng 10      | Usuzumizakura: GARO                                     | Studio VOLN, Studio M2                       | Satoshi Nishimura                                         | 82 phút    | [ 28 ] |
| 6 tháng 10      | K: Seven Stories - Lost Small World                     | GoHands                                      | Suzuki Shingo                                             | 57 phút    | [ 15 ] |
| 19 tháng 10     | Mahō Shōjo Lyrical Nanoha: Reflection                   | Seven Arcs Pictures                          | Hamana Takayuki                                           | 111 phút   | [ 29 ] |
| 3 tháng 11      | K: Seven Stories - Memory of Red                        | GoHands                                      | Suzuki Shingo                                             | 55 phút    | [ 15 ] |
| 9 tháng 11      | Godzilla: Hoshi o Kū Mono                               | Polygon Pictures                             | Shizuno Kobun, Seshita Hiroyuki                           | 91 phút    | [ 30 ] |
| 10 tháng 11     | Zoku Owarimonogatari                                    | Shaft                                        | Shinbo Akiyuki                                            | 148 phút   | [ 31 ] |
| 17 tháng 11     | PEACE MAKER Kurogane 2: Yuumei                          | White Fox                                    | Kimiya Shigeru                                            | 56 phút    | [ 32 ] |
| 30 tháng 11     | Kidō Senshi Gundam NT                                   | Sunrise                                      | Yoshizawa Toshikazu                                       | 90 phút    | [ 33 ] |
| 1 tháng 12      | K: Seven Stories - Nameless Song                        | GoHands                                      | Suzuki Shingo                                             | 58 phút    | [ 15 ] |
| 14 tháng 12     | Bảy viên ngọc rồng siêu cấp: Broly                      | Toei Animation                               | Nagamine Tatsuya                                          | 100 phút   | [ 34 ] |

## Phim truyền hình

### Tháng 1 - tháng 3
| Ngày phát sóng                | Tựa đề                                                 | Số tập | Hãng sản xuất        | Đạo diễn                          | Ng     |
| ----------------------------- | ------------------------------------------------------ | ------ | -------------------- | --------------------------------- | ------ |
| 2 tháng 1 – 27 tháng 3        | Sora yori mo tōi basho                                 | 13     | Madhouse             | Ishizuka Atsuko                   | [ 35 ] |
| 4 tháng 1 - 22 tháng 3        | Yurucamp                                               | 12     | C-Station            | Yoshiaki                          | [ 36 ] |
| 4 tháng 1 - 22 tháng 3        | Ramen Daisuki Koizumi-san                              | 12     | Studio Gokumi, AXsiZ | Seto Kenji                        | [ 37 ] |
| 5 tháng 1 – 23 tháng 3        | Junji Ito Collection                                   | 12     | Studio Deen          | Tagashira Shinobu                 | [ 38 ] |
| 5 tháng 1 – 22 tháng 6        | Toji no miko                                           | 24     | Studio Gokumi        | Kakimoto Kodai                    | [ 39 ] |
| 6 tháng 1 – 23 tháng 6        | Grancrest Senki                                        | 24     | A-1 Pictures         | Mamoru Hatakeyama                 | [ 40 ] |
| 6 tháng 1 – 24 tháng 3        | Sanrio Danshi                                          | 12     | Pierrot              | Kudou Masashi                     | [ 41 ] |
| 6 tháng 1 – 24 tháng 3        | Citrus                                                 | 12     | Passione             | Takeo Takahashi                   | [ 42 ] |
| 7 tháng 1 – 25 tháng 3        | Slow Start                                             | 12     | CloverWorks          | Hashimoto Hiroyuki                | [ 43 ] |
| 7 tháng 1 – 25 tháng 3        | Pop Team Epic                                          | 12     | Kamikaze Douga       | Aoki Jun, Umeki Aoi               | [ 44 ] |
| 7 tháng 1 – 25 tháng 3        | Kokkoku                                                | 12     | Geno Studio          | Ohashi Yoshimitsu                 | [ 45 ] |
| 7 tháng 1– 25 tháng 3         | Mitsuboshi Colors                                      | 12     | Silver Link          | Kawamura Tomoyuki                 | [ 46 ] |
| 7 tháng 1 – 10 tháng 6        | Cardcaptor Sakura: Clear Card-hen                      | 22     | Madhouse             | Asaka Morio                       | [ 47 ] |
| 7 tháng 1 – 25 tháng 3        | Gakuen Babysitters                                     | 12     | Brain's Base         | Morishita Shūsei                  | [ 48 ] |
| 7 tháng 1 – 25 tháng 3        | Zoku Touken Ranbu: Hanamaru                            | 12     | Doga Kobo            | Koshida Tomoaki                   | [ 49 ] |
| 7 tháng 1 – 19 tháng 5        | Idolish7                                               | 17     | Troyca               | Bessho Makoto                     | [ 50 ] |
| 7 tháng 1 – 25 tháng 3        | Gintama. Shirogane no tamashii-hen                     | 12     | BN Pictures          | Miyawaki Chizuru                  | [ 51 ] |
| 8 tháng 1 – 26 tháng 3        | Karakai jōzu no Takagi-san                             | 12     | Shin-Ei Animation    | Akagi Hiroaki                     | [ 52 ] |
| 8 tháng 1 – 26 tháng 3        | Ryūō no oshigoto!                                      | 12     | project No.9         | Shinsuke Yanagi                   | [ 53 ] |
| 8 tháng 1 – 18 tháng 6        | Basilisk: Ouka ninpouchou                              | 24     | Seven Arcs Pictures  | Nishimura Junji                   | [ 54 ] |
| 8 tháng 1 – 25 tháng 6        | Yowamushi Pedal: Glory Line                            | 25     | TMS/8PAN             | Nabeshima Osamu                   | [ 55 ] |
| 10 tháng 1 – 4 tháng 4        | Overlord II                                            | 12     | Madhouse             | Itō Naoyuki                       | [ 56 ] |
| 10 tháng 1 – 28 tháng 3       | Dame×Prince Anime Caravan                              | 12     | Studio Flad          | Hoshino Makoto                    | [ 57 ] |
| 11 tháng 1 – 29 tháng 3       | Death march desu māchi kara hajimaru isekai kyōsōkyoku | 12     | Silver Link, Connect | Ōnuma Shin                        | [ 58 ] |
| 11 tháng 1 – 29 tháng 3       | Miira no Kaikata                                       | 12     | 8-Bit                | Kaori                             | [ 59 ] |
| 11 tháng 1 – 25 tháng 4, 2019 | Märchen Mädchen                                        | 12     | Hoods Entertainment  | Saito Hisashi, Ueda Shigeru       | [ 60 ] |
| 11 tháng 1 – 29 tháng 3       | Takunomi.                                              | 12     | Production IMS       | Kobayashi Tomoki                  | [ 61 ] |
| 11 tháng 1 – 5 tháng 4        | Violet Evergarden                                      | 13     | Kyoto Animation      | Ishidate Taichi                   | [ 62 ] |
| 12 tháng 1 – 30 tháng 3       | Koi wa ameagari no you ni                              | 12     | Wit Studio           | Watanabe Ayumu                    | [ 63 ] |
| 12 tháng 1 – 30 tháng 3       | Hakumei to Mikochi                                     | 12     | Lerche               | Ando Masaomi                      | [ 64 ] |
| 12 tháng 1 – 30 tháng 3       | Hakata tonkotsu ramens                                 | 12     | Satelight            | Yasuda Keiji                      | [ 65 ] |
| 12 tháng 1 – 30 tháng 3       | Dagashi Kashi] 2                                       | 12     | Tezuka Productions   | Kuwabara Satoshi                  | [ 66 ] |
| 12 tháng 1 – 29 tháng 6       | Hakyū Hōshin Engi                                      | 23     | C-Station            | Aizawa Masahiro                   | [ 67 ] |
| 13 tháng 1 – 28 tháng 9       | Beatless                                               | 24     | diomedéa             | Mizushima Seiji                   | [ 68 ] |
| 13 tháng 1 – 7 tháng 7        | Darling in the Franxx                                  | 24     | CloverWorks, Trigger | Atsushi Nishigori                 | [ 69 ] |
| 13 tháng 1 – 31 tháng 3       | Killing Bites                                          | 12     | Liden Films          | Nishikata Yasuto                  | [ 70 ] |
| 13 tháng 1 – 30 tháng 6       | Nanatsu no Taizai: Imashime no Fukkatsu                | 24     | A-1 Pictures         | Furuta Takeshi                    | [ 71 ] |
| 17 tháng 1 – 27 tháng 6       | Saiki Kusuo no Psi-nan 2                               | 24     | J.C.Staff            | Sakurai Hiroaki                   | [ 72 ] |
| 26 tháng 1 – 30 tháng 3       | Nanatsu no Bitoku                                      | 10     | Bridge               | Ishihira Shinji                   | [ 73 ] |
| 27 tháng 1 – 29 tháng 7       | Fate/Extra Last Encore                                 | 13     | Shaft                | Miyamoto Yukihiro, Shinbo Akiyuki | [ 74 ] |
| 4 tháng 2 – 27 tháng 1, 2019  | Hugtto! PreCure                                        | 49     | Toei Animation       | Sato Junichi, Zako Akifumi        | [ 75 ] |

### Tháng 4 - tháng 6
| Ngày phát sóng               | Tựa đề                                            | Số tập | Hãng sản xuất                                                  | Đạo diễn                          | Ng      |
| ---------------------------- | ------------------------------------------------- | ------ | -------------------------------------------------------------- | --------------------------------- | ------- |
| 1 tháng 4 - 29 tháng 3, 2020 | GeGeGe no Kitarō                                  | 97     | Toei Animation                                                 | Ogawa Kōji                        | [ 76 ]  |
| 2 tháng 4 - 18 tháng 6       | Uma Musume Pretty Derby                           | 13     | P.A.Works                                                      | Oikawa Kei                        | [ 77 ]  |
| 2 tháng 4 - 25 tháng 3, 2019 | Beyblade Burst Chōzetsu                           | 51     | OLM                                                            | Akiyama Katsuhito                 | [ 78 ]  |
| 2 tháng 4 - 1 tháng 4, 2019  | Captain Tsubasa                                   | 52     | David Production                                               | Kato Toshiyuki                    | [ 79 ]  |
| 2 tháng 4 –                  | PazuDora                                          |        | Pierrot                                                        | Kamegaki Hajime                   | [ 80 ]  |
| 2 tháng 4 - 18 tháng 6       | Mahō Shōjo Ore                                    | 12     | Pierrot+                                                       | Kawasaki Itsuro                   | [ 81 ]  |
| 2 tháng 4 - 24 tháng 9       | Kakuriyo no Yadomeshi                             | 26     | Gonzo                                                          | Okuda Yoshiki                     | [ 82 ]  |
| 2 tháng 4 - 18 tháng 6       | Omae wa mada gunma o shiranai                     | 12     | Asahi Production, CJT                                          | Mankyū                            | [ 83 ]  |
| 2 tháng 4 - 18 tháng 6       | Sōten no Ken Re:Genesis                           | 12     | Polygon Pictures                                               | Kazumi Yoshio                     | [ 84 ]  |
| 3 tháng 4 - 25 tháng 9       | Gundam Build Divers                               | 25     | Sunrise                                                        | Watada Shinya                     | [ 85 ]  |
| 3 tháng 4 - 26 tháng 6       | Uchū Senkan Tiramisu                              | 13     | Gonzo                                                          | Ikehata Hiroshi                   | [ 86 ]  |
| 3 tháng 4 - 20 tháng 6       | Tachibanakan To Lie Anguru                        | 12     | Creators in Pack, Studio Lings                                 | Hirasawa Hisayoshi                | [ 87 ]  |
| 3 tháng 4 - 26 tháng 6       | Ginga Eiyū Densetsu: Die Neue These Kaikō         | 12     | Production I.G                                                 | Tada Shunsuke                     | [ 88 ]  |
| 3 tháng 4 - 19 tháng 6       | Tokyo Ghoul: re                                   | 12     | Pierrot                                                        | Watanabe Odahiro                  | [ 89 ]  |
| 4 tháng 4 - 20 tháng 6       | Alice or Alice                                    | 12     | EMT Squared                                                    | Kobayashi Kōsuke                  | [ 90 ]  |
| 4 tháng 4 - 26 tháng 9       | Last Hope                                         | 26     | Satelight, Xiamen Skyloong Media                               | Kawamori Shoji, Sato Hidekazu     | [ 91 ]  |
| 4 tháng 4 - 18 tháng 9       | Lupin III Part 5                                  | 24     | Telecom Animation Film                                         | Tomonaga Kazuhide, Yano Yūichirō  | [ 92 ]  |
| 4 tháng 4 - 20 tháng 6       | 3D Kanojo: Real Girl                              | 12     | Hoods Entertainment                                            | Naoya Takashi                     | [ 93 ]  |
| 5 tháng 4 - 26 tháng 9, 2019 | Aikatsu Friends                                   | 76     | BN Pictures                                                    | Igarashi Tatsuya                  | [ 94 ]  |
| 5 tháng 4 - 21 tháng 6       | Comic Girls                                       | 12     | Nexus                                                          | Tokumoto Yoshinobu                | [ 95 ]  |
| 5 tháng 4 - 28 tháng 6       | Tada-kun wa Koi wo Shinai                         | 13     | Doga Kobo                                                      | Yamazaki Mitsue                   | [ 96 ]  |
| 5 tháng 4 - 21 tháng 6       | Dances with the Dragons                           | 12     | Seven Arcs Pictures                                            | Nishikori Hiroshi, Hanai Hirokazu | [ 97 ]  |
| 6 tháng 4 - 21 tháng 9       | Akkun to Kanojo                                   | 25     | Yumeta Company                                                 | Katagai Shin                      | [ 98 ]  |
| 6 tháng 4 - 22 tháng 6       | Gurazeni                                          | 12     | Studio Deen                                                    | Watanabe Ayumu                    | [ 99 ]  |
| 6 tháng 4 - 22 tháng 6       | Hinamatsuri                                       | 12     | feel.                                                          | Oikawa Kei                        | [ 100 ] |
| 6 tháng 4 - 28 tháng 9       | Inazuma Eleven: Ares                              | 26     | OLM                                                            | Hino Akihiro, Kamakura Yumi       | [ 101 ] |
| 6 tháng 4 - 22 tháng 6       | Lostorage conflated WIXOSS                        | 12     | J.C.Staff                                                      | Yoshida Risako                    | [ 102 ] |
| 6 tháng 4 - 22 tháng 6       | Mahō Shōjo Site                                   | 12     | production doA                                                 | Matsubayashi Tadahito             | [ 103 ] |
| 6 tháng 4 - 29 tháng 6       | Megalo Box                                        | 13     | TMS/3xCube                                                     | Moriyama You                      | [ 104 ] |
| 6 tháng 4 - 28 tháng 9       | Nobunaga no Shinobi: Anegawa Ishiyama-hen         | 26     | TMS/V1 Studio                                                  | Daichi Akitaro                    | [ 105 ] |
| 7 tháng 4 - 23 tháng 6       | Amanchu! Advance                                  | 12     | J.C.Staff                                                      | Sato Junichi, Sayama Kiyoko       | [ 106 ] |
| 7 tháng 4 - 29 tháng 9       | Boku no Hero Academia (mùa 3)                     | 25     | Bones                                                          | Nagasaki Kenji                    | [ 107 ] |
| 7 tháng 4 - 23 tháng 6       | Devils' Line                                      | 12     | Platinum Vision                                                | Tokumoto Yoshinobu                | [ 108 ] |
| 7 tháng 4 - 22 tháng 9       | Major 2nd                                         | 25     | OLM                                                            | Watanabe Ayumu                    | [ 109 ] |
| 8 tháng 4 - 24 tháng 6       | Caligula                                          | 12     | Satelight                                                      | Wada Jun'ichi                     | [ 110 ] |
| 8 tháng 4 - 1 tháng 7        | Binan Kōkō Chikyū Bōei-bu HAPPY KISS              | 12     | Studio Comet                                                   | Takamatsu Shinji                  | [ 111 ] |
| 8 tháng 4 - 24 tháng 6       | Cutie Honey Universe                              | 12     | Production Reed                                                | Yokoyama Akitoshi                 | [ 112 ] |
| 8 tháng 4 - 1 tháng 7        | Piano no mori                                     | 12     | Gaina                                                          | Suzuki Ryūtarō, Nakatani Gaku     | [ 113 ] |
| 8 tháng 4 - 1 tháng 7        | Hōzuki no Reitetsu (mùa 2, phần 2)                | 13     | Studio Deen                                                    | Yoneda Kazuhiro                   | [ 114 ] |
| 8 tháng 4 - 30 tháng 5, 2021 | Kiratto Pri☆Chan                                  | 153    | Tatsunoko Production, DongWoo A&E                              | Ikehata Hiroshi                   | [ 115 ] |
| 8 tháng 4 - 31 tháng 3, 2019 | Layton Mystery Tanteisha: Katori no Nazotoki File | 50     | Liden Films                                                    | Mitsunaka Susumu                  | [ 116 ] |
| 8 tháng 4 - 24 tháng 6       | Nil Admirari no Tenbin: Teito Genwaku Kitan       | 12     | Zero-G                                                         | Takata Masahiro                   | [ 117 ] |
| 8 tháng 4 - 23 tháng 9       | Waka okami wa shōgakusei!                         | 24     | Madhouse, DLE                                                  | Masuhara Mitsuyuki                | [ 118 ] |
| 8 tháng 4 - 30 tháng 9       | Persona 5 the Animation                           | 26     | CloverWorks                                                    | Ishihama Masashi                  | [ 119 ] |
| 8 tháng 4 - 30 tháng 6       | Sword Art Online Alternative Gun Gale Online      | 12     | 3Hz                                                            | Sakoi Masayuki                    | [ 120 ] |
| 9 tháng 4 - 25 tháng 6       | Golden Kamuy                                      | 12     | Geno Studio                                                    | Nanba Hitoshi                     | [ 121 ] |
| 9 tháng 4 - 25 tháng 6       | Shokugeki no Sōma: San no Sara                    | 12     | J.C.Staff                                                      | Yonetani Yoshitomo                | [ 122 ] |
| 10 tháng 4 - 26 tháng 6      | Fumikiri Jikan                                    | 12     | Ekachi Epilka                                                  | Suzuki Yoshio                     | [ 123 ] |
| 10 tháng 4 - 3 tháng 7       | High School DxD Hero                              | 12     | Passione                                                       | Sueda Yoshifumi                   | [ 124 ] |
| 10 tháng 4 - 26 tháng 6      | Ladyspo                                           | 12     |                                                                | Kimura Hiroshi                    | [ 125 ] |
| 10 tháng 4 - 26 tháng 6      | Rokuhōdō Yotsuiro Biyori                          | 12     | Zexcs                                                          | Kamiya Tomomi                     | [ 126 ] |
| 11 tháng 4 - 27 tháng 9      | Steins;Gate 0                                     | 23     | White Fox                                                      | Kawamura Kenichi                  | [ 127 ] |
| 12 tháng 4 - 28 tháng 6      | Butlers: Chitose Momotose Monogatari              | 12     | Silver Link                                                    | Takahashi Ken                     | [ 128 ] |
| 12 tháng 4 - 28 tháng 6      | Last Period                                       | 12     | J.C.Staff                                                      | Iwasaki Yoshiaki                  | [ 129 ] |
| 13 tháng 4 - 29 tháng 6      | Doreiku                                           | 12     | Zero-G, TNK                                                    | Kuraya Ryōichi                    | [ 130 ] |
| 13 tháng 4 - 19 tháng 7      | Full Metal Panic! Invisible Victory               | 12     | Xebec                                                          | Nakayama Katsuichi                | [ 131 ] |
| 13 tháng 4 - 29 tháng 6      | Hisone to Masotan                                 | 12     | Bones                                                          | Higuchi Shinji, Kobayashi Hiroshi | [ 132 ] |
| 13 tháng 4 – 22 tháng 6      | Otaku ni koi wa muzukashii                        | 11     | A-1 Pictures                                                   | Hiraike Yoshimasa                 | [ 133 ] |
| 3 tháng 6 - 7 tháng 7        | FLCL Progressive                                  | 6      | Production I.G, Signal.MD (tập 2), Production GoodBook (tập 5) | Motohiro Katsuyuki                | [ 134 ] |

### Tháng 7 - tháng 9
| Ngày phát sóng               | Tựa đề                                      | Số tập | Hãng sản xuất                 | Đạo diễn                                    | Ng      |
| ---------------------------- | ------------------------------------------- | ------ | ----------------------------- | ------------------------------------------- | ------- |
| 1 tháng 7 - 16 tháng 9       | Island                                      | 2      | feel.                         | Kawaguchi Keiichiro                         | [ 135 ] |
| 2 tháng 7 - 1 tháng 10       | Hanebado!                                   | 13     | Liden Films                   | Shinpei Ezaki                               | [ 136 ] |
| 2 tháng 7 - 24 tháng 9       | Yama no Susume (mùa 3)                      | 13     | 8-bit                         | Yamamoto Yusuke                             | [ 137 ] |
| 3 tháng 7 - 25 tháng 9       | One Room (mùa 2)                            | 13     | Zero-G                        | Gotō Hiroshi, Suzuki Ryōhei, Suzuki Shūichi | [ 138 ] |
| 3 tháng 7 - 25 tháng 9       | Senjūshi                                    | 12     | TMS/Double Eagle              | Kasai Ken'ichi                              | [ 139 ] |
| 4 tháng 7 - 5 tháng 9        | Back Street Girls                           | 10     | J.C.Staff                     | Kon Chiaki                                  | [ 140 ] |
| 4 tháng 7 - 26 tháng 12      | Chūkan Kanriroku Tonegawa                   | 24     | Madhouse                      | Kawaguchi Keiichiro                         | [ 141 ] |
| 5 tháng 7 - 20 tháng 9       | Yume Ōkoku to Nemureru 100-Nin no Ōji-sama  | 12     | project No.9                  | Hiiro Yukina                                | [ 142 ] |
| 5 tháng 7 - 20 tháng 12      | Banana Fish                                 | 24     | MAPPA                         | Hiroko Utsumi                               | [ 143 ] |
| 5 tháng 7 - 20 tháng 9       | Isekai Maō to Shōkan Shōjo no Dorei Majutsu | 12     | Ajia-do Animation Works       | Murano Yūta                                 | [ 144 ] |
| 5 tháng 7 - 20 tháng 9       | Sunohara-sō no Kanrinin-san                 | 2      | Silver Link                   | Ōnuma Shin, Minato Mirai                    | [ 145 ] |
| 5 tháng 7 - 27 tháng 12      | BanG Dream! Girls Band Party!☆PICO          | 26     | Sanzigen                      | [ 146 ]                                     |         |
| 6 tháng 7 - 21 tháng 9       | Shichisei no Subaru                         | 12     | Lerche                        | Nishōji Yoshihito                           | [ 147 ] |
| 6 tháng 7 - 21 tháng 9       | Satsuriku no Tenshi                         | 12     | J.C.Staff                     | Suzuki Kentarō                              | [ 148 ] |
| 6 tháng 7 - 21 tháng 9       | Chio-chan no tsūgakuro                      | 12     | diomedéa                      | Inagaki Takayuki                            | [ 149 ] |
| 6 tháng 7 - 21 tháng 9       | Harukana Receive                            | 12     | C2C                           | Kubooka Toshiyuki                           | [ 150 ] |
| 6 tháng 7 - 21 tháng 9       | Ongaku Shōjo                                | 12     | Studio Deen                   | Nishimoto Yukio                             | [ 151 ] |
| 7 tháng 7 - 5 tháng 1, 2019  | Oshiete Mahō no Pendulum: Rilu Rilu Fairilu | 26     | Studio Deen                   | Maeda Chisei                                | [ 152 ] |
| 7 tháng 7 - 29 tháng 6, 2019 | Zoids Wild                                  | 50     | OLM                           | Sudō Norihiko                               | [ 153 ] |
| 8 tháng 7 - 30 tháng 9       | Hataraku Saibō                              | 13     | David Production              | Suzuki Kenichi                              | [ 154 ] |
| 8 tháng 7 - 23 tháng 9       | Hyakuren no haō to seiyaku no valkyria      | 12     | EMT Squared                   | Kobayashi Kōsuke                            | [ 155 ] |
| 8 tháng 7 - 23 tháng 9       | Asobi Asobase                               | 12     | Lerche                        | Kishi Seiji                                 | [ 156 ] |
| 8 tháng 7 - 7 tháng 10       | Gintama. Shirogane no tamashii-hen (phần 2) | 14     | BN Pictures                   | Miyawaki Chizuru                            | [ 157 ] |
| 8 tháng 1 – 26 tháng 3       | Planet With                                 | 12     | J.C.Staff                     | Suzuki Yōhei                                | [ 158 ] |
| 9 tháng 7 - 17 tháng 9       | Jashin-chan Dropkick!                       | 11     | Nomad                         | Sato Hikaru                                 | [ 159 ] |
| 9 tháng 7 - 24 tháng 9       | Kyōto teramachi sanjō no Holmes             | 12     | Seven                         | Sasaki Noriyoshi                            | [ 160 ] |
| 10 tháng 7 - 25 tháng 9      | Agū: Tensai Ningyō                          | 12     | Studio Deen                   | Shirahata Bob                               | [ 161 ] |
| 10 tháng 7 - 25 tháng 9      | Phantom in the Twilight                     | 12     | Liden Films                   | Mori Kunihiro                               | [ 162 ] |
| 10 tháng 7 - 25 tháng 9      | Shinya! Tensai Bakabon                      | 12     | Pierrot+                      | Hosokawa Toru                               | [ 163 ] |
| 11 tháng 7 - 2 tháng 10      | Overlord III                                | 13     | Madhouse                      | Ito Naoyuki                                 | [ 164 ] |
| 11 tháng 7 - 26 tháng 9      | Angolmois: Genkō Kassen-ki                  | 12     | NAZ                           | Kuriyama Takayuki                           | [ 165 ] |
| 11 tháng 7 - 26 tháng 9      | Free! Dive to the Future                    | 12     | Kyoto Animation, Animation Do | Kawanami Eisaku                             | [ 166 ] |
| 12 tháng 7 - 27 tháng 9      | Shōjo Kageki Revue Starlight                | 12     | Kinema Citrus                 | Furukawa Tomohiro                           | [ 167 ] |
| 12 tháng 7 - 27 tháng 9      | Sirius the Jaeger                           | 12     | P.A.Works                     | Ando Masahiro                               | [ 168 ] |
| 13 tháng 7 - 28 tháng 9      | Hi Score Girl                               | 12     | J.C.Staff                     | Yamakawa Yoshiki                            | [ 169 ] |
| 13 tháng 7 - 28 tháng 9      | Lord of Vermilion: Guren no Ō               | 12     | Asread, Tear Studio           | Suganuma Eiji                               | [ 170 ] |
| 14 tháng 7 - 29 tháng 9      | Grand Blue                                  | 12     | Zero-G                        | Takamatsu Shinji                            | [ 171 ] |
| 14 tháng 7 - 29 tháng 9      | Happy Sugar Life                            | 12     | Ezo'la                        | Kusakawa Keizō, Nagayama Nobuyoshi          | [ 172 ] |
| 14 tháng 7 - 29 tháng 9      | Yuragi-sō no Yūna-san                       | 12     | Xebec                         | Nagasawa Tsuyoshi                           | [ 173 ] |
| 22 tháng 7 - 14 tháng 10     | Tsukumogami Kashimasu                       | 12     | Telecom Animation Film        | Masahiko Murata                             | [ 174 ] |
| 23 tháng 7 - 15 tháng 10     | Shingeki no kyojin Season 3 (phần 1)        | 12     | Wit Studio                    | Araki Tetsurō, Koizuka Masashi              | [ 175 ] |
| 3 tháng 8 - 19 tháng 10      | Muhyo to Roji no mahōritsu sōdan jimusho    | 12     | Studio Deen                   | Kondo Nobuhiro                              | [ 176 ] |
| 8 tháng 9 - 13 tháng 10      | FLCL Alternative                            | 6      | Production I.G, NUT, Revoroot | Motohiro Katsuyuki                          | [ 177 ] |
| 30 tháng 9 - 23 tháng 12     | Double Decker! Doug & Kirill                | 13     | Sunrise                       | Furuta Joji                                 | [ 178 ] |

### Tháng 10 - tháng 12
| Ngày phát sóng                 | Tựa đề                                                   | Số tập | Hãng sản xuất                                | Đạo diễn                           | Ng      |
| ------------------------------ | -------------------------------------------------------- | ------ | -------------------------------------------- | ---------------------------------- | ------- |
| 1 tháng 10 - 17 tháng 12       | Sōten no Ken Re:Genesis (mùa 2)                          | 12     | Polygon Pictures                             | Kazumi Yoshio                      | [ 179 ] |
| 1 tháng 10 - 17 tháng 12       | Akanesasu Shōjo                                          | 12     | DandeLion Animation Studio, Okuruto Noboru   | Tamamura Jin, Abe Yūichi           | [ 180 ] |
| 1 tháng 10 - 24 tháng 12       | Ken En Ken: Aoki Kagayaki                                | 13     | Studio Deen                                  | Watanabe Hiroshi                   | [ 181 ] |
| 2 tháng 10 - 26 tháng 3, 2019  | Bakutsuri Bar Hunter                                     | 25     | Toei Animation                               | Kenji Seto                         | [ 182 ] |
| 2 tháng 10 - 26 tháng 3, 2019  | Kaze ga Tsuyoku Fuiteiru                                 | 23     | Production I.G                               | Nomura Kazuya                      | [ 183 ] |
| 2 tháng 10 - 25 tháng 12       | Uchū Senkan Tiramisu (mùa 2)                             | 13     | Gonzo                                        | Ikehata Hiroshi                    | [ 184 ] |
| 2 tháng 10 - 19 tháng 3, 2019  | Tensei shitara Slime Datta Ken                           | 24     | 8-Bit                                        | Kikuchi Yasuhito                   | [ 185 ] |
| 2 tháng 10 - 18 tháng 12       | Jingai-san no Yome                                       | 12     | Saetta                                       | Hirasawa Hisayoshi, Shibata Takumi | [ 186 ] |
| 3 tháng 10 - 19 tháng 12       | RErideD: Tokigoe no Derrida                              | 12     | Geek Toys                                    | Satō Takuya                        | [ 187 ] |
| 4 tháng 10 - 20 tháng 12       | Sora to Umi no Aida                                      | 12     | TMS/Double Eagle                             | Nigorikawa Atsushi                 | [ 188 ] |
| 4 tháng 10 - 20 tháng 12       | Gakuen Basara                                            | 12     | Brain's Base                                 | Ohama Minoru                       | [ 189 ] |
| 4 tháng 10 - 27 tháng 12       | Seishun Buta Yarō wa Bunny Girl Senpai no Yume wo Minai  | 13     | CloverWorks                                  | Masui Sōichi                       | [ 190 ] |
| 4 tháng 10 - 20 tháng 12       | Zombie Land Saga                                         | 12     | MAPPA                                        | Sakai Munehisa                     | [ 191 ] |
| 5 tháng 10 - 5 tháng 4, 2019   | Toaru Majutsu no Index (mùa 3)                           | 26     | J.C.Staff                                    | Nishikiori Hiroshi                 | [ 192 ] |
| 5 tháng 10 - 21 tháng 12       | Bakumatsu                                                | 12     | Studio Deen                                  | Watanabe Masaki                    | [ 193 ] |
| 5 tháng 10 - 28 tháng 12       | Yagate kimi ni naru                                      | 13     | Troyca                                       | Katō Makoto                        | [ 194 ] |
| 5 tháng 10 - 28 tháng 12       | Dakaretai otoko 1-i ni odosarete imasu                   | 13     | CloverWorks                                  | Tatsuwa Naoyuki                    | [ 195 ] |
| 5 tháng 10 - 21 tháng 12       | Gurazeni (mùa 2)                                         | 12     | Studio Deen                                  | Watanabe Ayumu                     | [ 196 ] |
| 5 tháng 10 - 29 tháng 3, 2019  | Hinomaru Zumō                                            | 24     | Gonzo                                        | Uda Kōnosuke, Yamamoto Yasutaka    | [ 197 ] |
| 5 tháng 10 - 27 tháng 9, 2019  | Inazuma Eleven: Orion no Kokuin                          | 49     | OLM                                          | Kamakura Yumi                      | [ 198 ] |
| 5 tháng 10 - 28 tháng 7, 2019  | JoJo no Kimyō na Bōken: Ōgon no Kaze                     | 39     | David Production                             | Tsuda Naokatsu                     | [ 199 ] |
| 5 tháng 10 - 22 tháng 3, 2019  | Okoshiyasu, Chitose-chan                                 | 24     | Gathering                                    | Kyō Yatate                         | [ 200 ] |
| 5 tháng 10 - 21 tháng 12       | Tonari no Kyūketsuki-san                                 | 12     | Studio Gokumi, AXsiZ                         | Akitaya Noriyaki                   | [ 201 ] |
| 5 tháng 10 - 21 tháng 12       | Uchi no Maid ga Uzasugiru!                               | 12     | Doga Kobo                                    | Ōta Masahiko                       | [ 202 ] |
| 5 tháng 10 - 21 tháng 12       | Kitsune no Koe                                           | 12     | Yumeta Company                               | Kōjin Ochi                         | [ 203 ] |
| 6 tháng 10 - 30 tháng 3, 2019  | Gyakuten Saiban: Sono "Shinjitsu", Igi Ari! Season 2     | 23     | CloverWorks                                  | Watanabe Ayumu                     | [ 204 ] |
| 6 tháng 10 - 22 tháng 12       | Kishuku Gakkō no Juliet                                  | 12     | Liden Films                                  | Takuno Seiki                       | [ 205 ] |
| 6 tháng 10 - 29 tháng 12       | Iroduku Sekai no Ashita kara                             | 13     | P.A.Works                                    | Shinohara Toshiya                  | [ 206 ] |
| 6 tháng 10 - 30 tháng 3, 2019  | Pingu in the City (mùa 2)                                | 26     | DandeLion Animation Studio, Polygon Pictures | Iwata Naomi                        | [ 207 ] |
| 6 tháng 10 - 23 tháng 2, 2019  | Radiant                                                  | 21     | Lerche                                       | Fukuoka Daisei,Kishi Seiji         | [ 208 ] |
| 7 tháng 10 - 23 tháng 12       | Anima Yell!                                              | 12     | Doga Kobo                                    | Sato Masako                        | [ 209 ] |
| 7 tháng 10 - 29 tháng 9, 2019  | Fairy Tail: Final Season                                 | 51     | A-1 Pictures, Bridge, CloverWorks            | Ishihira Shinji                    | [ 210 ] |
| 7 tháng 10 - 30 tháng 12       | Goblin Slayer                                            | 12     | White Fox                                    | Ozaki Takaharu                     | [ 211 ] |
| 7 tháng 10 - 23 tháng 12       | Release the Spyce                                        | 12     | Lay-duce                                     | Satō Yō                            | [ 212 ] |
| 7 tháng 10 - 23 tháng 12       | SSSS.Gridman                                             | 12     | Trigger                                      | Akira Amemiya                      | [ 213 ] |
| 7 tháng 10 - 31 tháng 3, 2019  | Sword Art Online: Alicization                            | 24     | A-1 Pictures                                 | Ono Manabu                         | [ 214 ] |
| 7 tháng 10 - 30 tháng 12       | Ulysses: Jeanne d'Arc to Renkin no Kishi                 | 12     | AXsiZ                                        | Itagaki Shin                       | [ 215 ] |
| 8 tháng 10 - 24 tháng 12       | Gaikotsu Shotenin Honda-san                              | 12     | DLE                                          | Todoroki Owl                       | [ 216 ] |
| 8 tháng 10 - 24 tháng 12       | Golden Kamuy (mùa 2)                                     | 12     | Geno Studio                                  | Nanba Hitoshi                      | [ 217 ] |
| 9 tháng 10 - 30 tháng 10       | Hashiri Tsuzukete Yokattatte.                            | 4      | Signal.MD                                    | Arakawa Masatsugu                  | [ 218 ] |
| 9 tháng 10 - 25 tháng 12       | The Idolmaster SideM Wake Atte Mini!                     | 12     | Zero-G                                       | Mankyū                             | [ 219 ] |
| 9 tháng 10 - 25 tháng 12       | Tokyo Ghoul: re (mùa 2)                                  | 12     | Pierrot                                      | Watanabe Odahiro                   | [ 220 ] |
| 10 tháng 10 - 26 tháng 12      | Conception                                               | 12     | Gonzo                                        | Motonaga Keitaro                   | [ 221 ] |
| 10 tháng 10 - 19 tháng 12      | Ore ga Suki nano wa Imōto dakedo Imōto ja nai            | 10     | NAZ, Magia Doraglier                         | Furukawa Hiroyuki                  | [ 222 ] |
| 11 tháng 10 - 27 tháng 12      | Beruzebubu-jō no okinimesu Mama                          | 12     | Liden Films                                  | Minato Kazuto                      | [ 223 ] |
| 11 tháng 10 - 27 tháng 6, 2019 | Karakuri Circus                                          | 36     | Studio VOLN                                  | Nishimura Satoshi                  | [ 224 ] |
| 11 tháng 10 - 27 tháng 12      | Merc Storia: Mukiryoku no shōnen to bin no naka no shōjo | 12     | Encourage Films                              | Oizaki Fumitoshi                   | [ 225 ] |
| 12 tháng 10 - 28 tháng 12      | Senran Kagura (mùa 2)                                    | 12     | TNK                                          | Yanagisawa Tetsuya                 | [ 226 ] |
| 18 tháng 10 - 27 tháng 12      | Ingress: The Animation                                   | 11     | Craftar                                      | Sakuragi Yūhei                     | [ 227 ] |
| 22 tháng 10 - 21 tháng 1, 2019 | Tsurune                                                  | 13     | Kyoto Animation                              | Yamamura Takuya                    | [ 228 ] |
| 25 tháng 10 - 27 tháng 12      | Hangyaku-sei Million Arthur                              | 10     | J.C.Staff                                    | Suzuki Yōhei                       | [ 229 ] |

## ONA
| Ngày phát hành                 | Tựa đề                                              | Số tập | Hãng sản xuất       | Đạo diễn                            | Ng      |
| ------------------------------ | --------------------------------------------------- | ------ | ------------------- | ----------------------------------- | ------- |
| 5 tháng 1                      | Devilman Crybaby                                    | 10     | Science Saru        | YuasaMasaaki                        | [ 230 ] |
| 9 tháng 1 - 27 tháng 3         | Kaiju Girls (mùa 2)                                 | 12     | Studio Puyukai      | Minoru Ashina, Inaba Junichi        | [ 231 ] |
| 19 tháng 1 – 18 tháng 8        | Tomica Hyper Rescue Drive Head Kidō Kyūkyū Keisatsu | 8      | OLM, Xebec          | Kato Takao                          | [ 232 ] |
| 2 tháng 3                      | B: The Beginning                                    | 12     | Production I.G      | Nakazawa Kazuto, Yamakawa Yoshinobu | [ 233 ] |
| 9 tháng 3                      | A.I.C.O. Incarnation                                | 12     | Bones               | Murata Kazuya                       | [ 234 ] |
| 23 tháng 3                     | Sword Gai The Animation                             | 2      | LandQ Studios       | Ikezoe Takahiro, Naka Tomohito      | [ 235 ] |
| 31 tháng 3 – 16 tháng 6        | Lost Song                                           | 12     | Liden Films         | Morita Junpei                       | [ 236 ] |
| 13 tháng 4 – 14 tháng 9        | Isekai Izakaya "Nobu"                               | 24     | Sunrise             | Ono Katsumi                         | [ 237 ] |
| 20 tháng 4                     | Aggressive Retsuko                                  | 10     | Fanworks            | Rarecho                             | [ 238 ] |
| 25 tháng 6 – 17 tháng 12       | Baki                                                | 26     | TMS/Double Eagle    | Hirano Toshiki                      | [ 239 ] |
| 1 tháng 7 –                    | Super Dragon Ball Heroes                            |        | Toei Animation      |                                     | [ 240 ] |
| 4 tháng 7                      | Aru Zombie Shōjo no Sainan                          | 1      | Gonzo, Stingray     | Iwami Hideaki                       | [ 241 ] |
| 30 tháng 7                     | Sword Gai The Animation (mùa 2)                     | 12     | LandQ Studios       | Ikezoe Takahiro, Naka Tomohito      | [ 242 ] |
| 8 tháng 10 – 24 tháng 12       | Otona no Bōguya-san                                 | 12     | IMAGICA Image Works | Junichi Yamamoto                    | [ 243 ] |
| 3 tháng 12                     | Hero Mask                                           | 15     | Pierrot             | Aoki Hiroyasu                       | [ 244 ] |
| 10 tháng 12 – 18 tháng 2, 2019 | Saint Seiya: Saintia Shō                            | 10     | Gonzo               | Tamagawa Masato                     | [ 245 ] |

## OVA
| Ngày phát hành | Tựa đề                                             | Số tập | Hãng sản xuất         | Đạo diễn                            | Ng      |
| -------------- | -------------------------------------------------- | ------ | --------------------- | ----------------------------------- | ------- |
| 28 tháng 3     | Shinmai Maō no Testament Departures                | 1      | Production IMS        | Saito Hisashi                       | [ 246 ] |
| 9 tháng 6      | Asagao to Kase-san.                                | 1      | Zexcs                 | Satō Takuya                         | [ 247 ] |
| 13 tháng 7     | Queen's Blade: Unlimited (OVA 1)                   | 1      | FORTES                | Kisaragi Gabi                       | [ 248 ] |
| 6 tháng 10     | Re:Zero kara hajimeru isekai seikatsu: Memory Snow | 1      | White Fox             | Koyanagi Tatsuya, Watanabe Masaharu | [ 249 ] |
| 9 tháng 11     | Koi to Uso                                         | 2      | Liden Films           | Takuno Seiki                        | [ 250 ] |
| 30 tháng 11    | Drifters: The Outlandish Knight                    | 1      | Hoods Drifters Studio | Suzuki Kenichi                      | [ 251 ] |